# Ludwigs Erbe

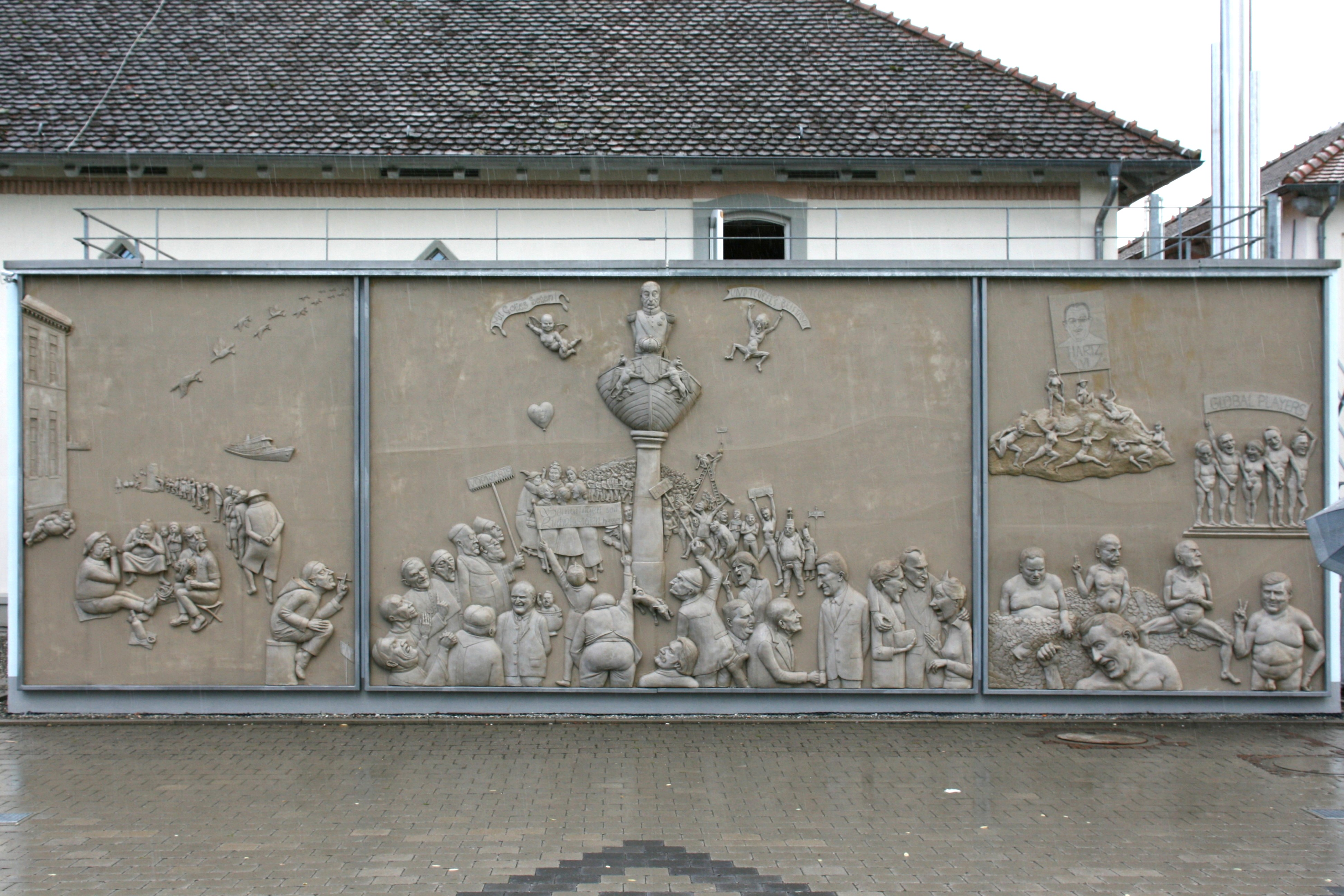
Das Triptychon Ludwigs Erbe

Das Triptychon Ludwigs Erbe ist ein Kunstwerk des Bildhauers Peter Lenk am Rathaus in Ludwigshafen am Bodensee. Bundesweite Aufmerksamkeit erregte das Relief wegen der nackten Darstellung bekannter Politiker.

## Vorgeschichte

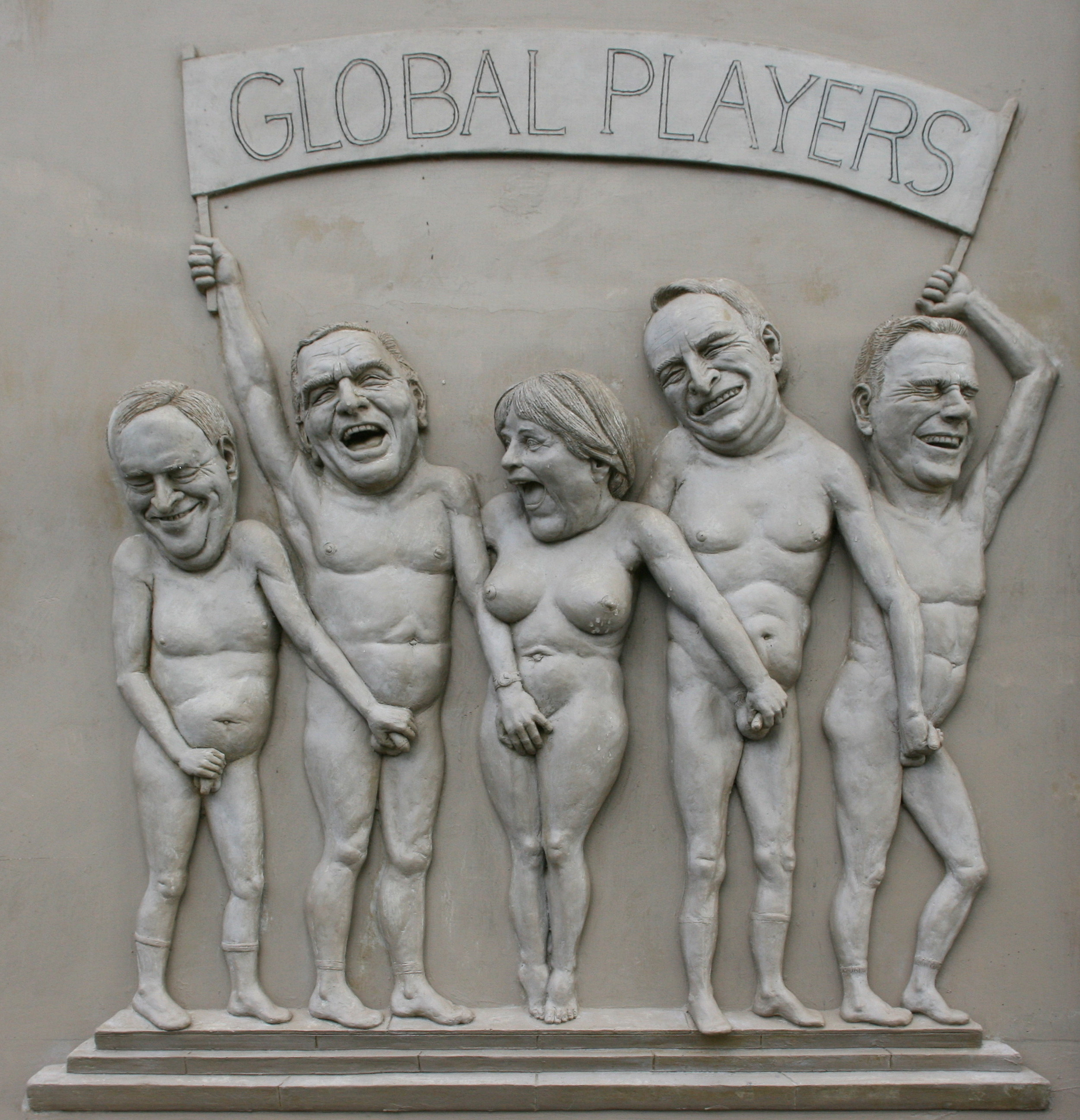
Auf dem Teilrelief „Global Players“ erkennt man (von links) Hans Eichel, Gerhard Schröder, Angela Merkel, Edmund Stoiber und Guido Westerwelle.

Das Kunstprojekt wurde im Jahre 2003 vom lokalen Touristik-Förderverein initiiert und in einer Gemeinderatssitzung unter dem Arbeitstitel „Toilettendrama und Feudalismus“ grundsätzlich genehmigt.
Anders als in Medienberichten, unter anderem von dpa und Bild-Zeitung behauptet, wurde das Kunstwerk nicht durch die Gemeinde („aus Steuergeldern“) finanziert. Der Verein Kunstfreunde Bodman-Ludwigshafen e.V. beteiligte sich mit 30.000 € bis 35.000 EUR an den Erstellungskosten für das Kunstwerk, darin befand sich lediglich eine Spende der Gemeinde in Höhe von 1500 €.
Nach Lenks Darstellung wurde dem Kunstverein lediglich der Mittelteil des Triptychons übereignet. Die beiden anderen Teile seien zunächst in seinem Besitz verblieben und sollten im Jahr 2010 der Gemeinde zum Kauf angeboten werden. Dem widersprach die Vertreterin des Touristik-Fördervereins, Regine Rodewald, und zitierte aus dem Sitzungsprotokoll:

„An der Wand der öffentlichen Toilette im Zollhaus soll ein Relief in Form eines Triptychons entstehen. Kosten 30.000 Euro, da Herr Lenk kein Honorar berechnet, sondern nur die Herstellungskosten“

Im Juli 2010 beschloss der Gemeinderat den Kauf der beiden Seitenflügel zum Preis von 40 000 Euro. Im November beschloss der Kunstverein die Übertragung des Mittelteils an die Gemeinde. Jene verpflichtet sich im Gegenzug, das Relief in seiner Gesamtheit am derzeitigen Platz und für jedermann öffentlich zugänglich zu belassen. Der Verein Kunstfreunde Bodman-Ludwigshafen darf das Relief weiterhin Besuchergruppen präsentieren.

## Das Relief
Im Titel spielt Lenk auf den Großherzog Ludwig von Baden an, der das Großherzogtum Baden und damit das nach ihm benannte Ludwigshafen zwölf Jahre lang regierte. Im Mittelteil des Triptychons thront dieser über der Szenerie, in der im Weiteren hauptsächlich aktuelle Personen und Ereignisse persifliert werden. Zu erkennen sind u. a. die früheren Ministerpräsidenten von Baden-Württemberg, Günther Oettinger und Hans Filbinger, der in Bodman-Ludwigshafen wohnende Anwalt Ingo Lenßen sowie als weiterer lokaler Bezug Wilderich Graf von und zu Bodman, auf dem Rücken einen Kessel als Anspielung auf die bekannte Brand-Episode in der Geschichte des Hauses Bodman.
Auf dem rechten Teilbild sind fünf nackte Politiker dargestellt, die sich gegenseitig an die Geschlechtsorgane fassen. Die auf dem Teilrelief „Global Players“ dargestellten fünf nackten Personen sollen Hans Eichel, Gerhard Schröder, Angela Merkel, Edmund Stoiber und Guido Westerwelle sein.
Weiterhin sind bekannte Top-Manager abgebildet, die in Goldmünzen baden wie die Comic-Figur Dagobert Duck. Dargestellt sind Josef Ackermann, Daimler-Chef Dieter Zetsche mit Schwurhand, der ehemalige VW-Aufsichtsratschef Ferdinand Piëch und Ex-EnBW-Chef Utz Claassen.